# Niobe bolejąca
Niobe bolejąca – marmurowe popiersie znajdujące się w zbiorach Pałacu w Nieborowie.
Rzeźba wykonana w marmurze jest rzymską kopią z II w. niezachowanego greckiego oryginału anonimowego rzeźbiarza z okresu hellenistycznego. Była częścią większej grupy rzeźbiarskiej. Głowa bogini Niobe stanowiła element kolekcji Radziwiłłów. Niobe bolejąca zainspirowała Konstantego Ildefonsa Gałczyńskiego do napisania poematu Niobe.

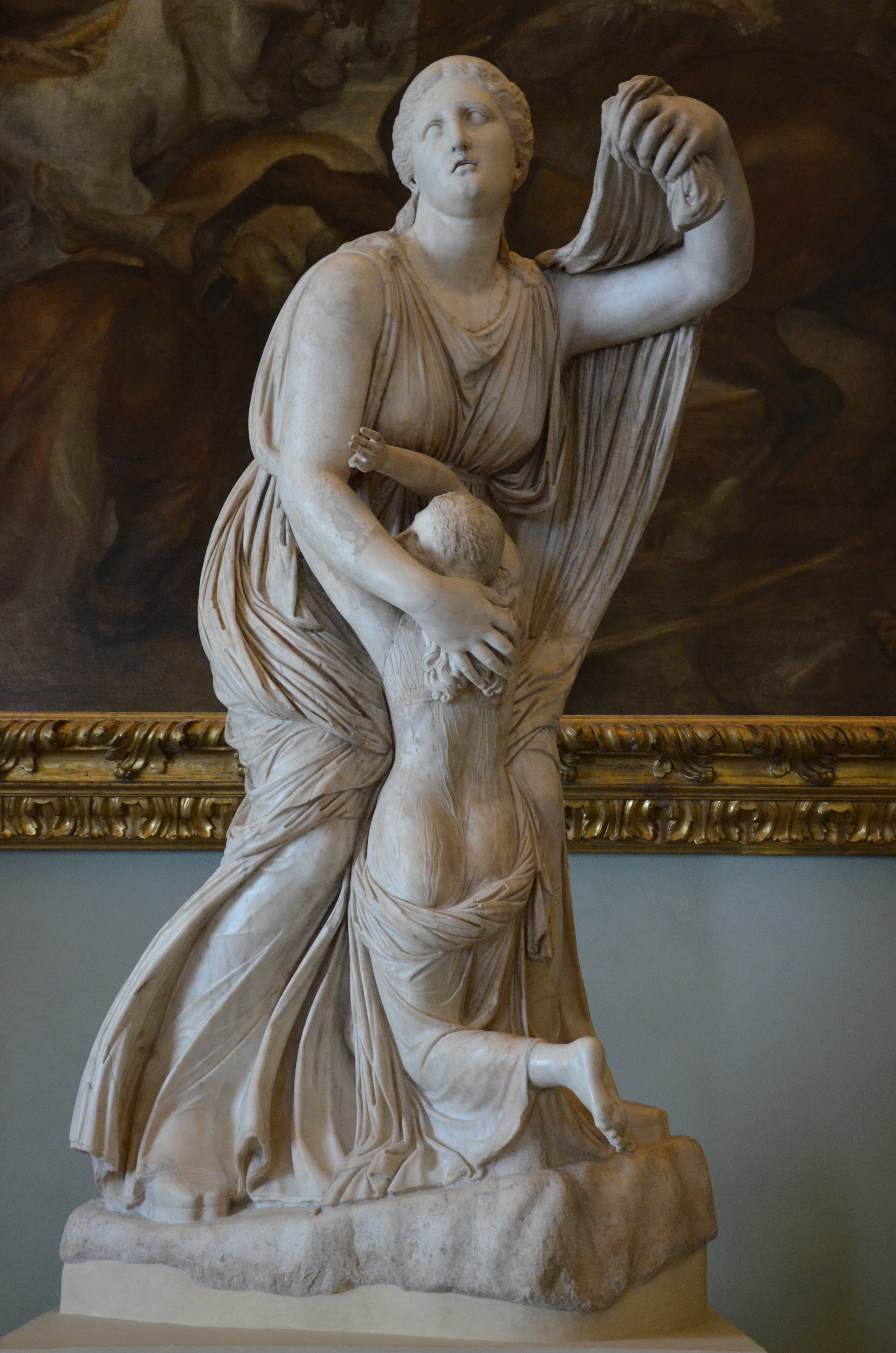
Niobe (fragm. Florenccy Niobidzi), znalezione w Rzymie w 1583, Galeria Uffizi